# Valettia coheres
Valettia coheres is een vlokreeftensoort uit de familie van de Valettiidae. De wetenschappelijke naam van de soort is voor het eerst geldig gepubliceerd in 1888 door Stebbing.